# Headquarters Marine Corps
Le Headquarters Marine Corps (HQMC) est le quartier-général du Corps des Marines des États-Unis situé au cœur du Pentagone. Il dépend du département de la Marine des États-Unis et comprend les bureaux du commandant du Corps des Marines, ceux du commandant adjoint du Corps des Marines ainsi que différente commandements inhérents.

## Structure
Le fonctionnement et la composition du HQMC sont définis dans le titre 10 du Code des États-Unis (en), sous-section C  Navy And Marine Corps, partie I, chapitre 506 (Headquarters, Marine Corps).
Le HQMC se compose du commandant du Corps des Marines et des agences qui le conseillent et l'aident à s'acquitter de ses responsabilités prévues par la loi. Le commandant est directement responsable devant le secrétaire à la Marine des États-Unis pour l'état et l'action du Corps des Marines. Cela comprend l'administration, la discipline, l'organisation interne, la formation, les exigences, l'efficacité, et l'état de préparation au service. Le commandant est également responsable de la conservation des capacités matérielles du Corps des Marines.
Le Headquarters Marine Corps est dirigé par le commandant du Corps des Marines et siège principalement au Pentagone, mais il dispose de bureaux à Washington avec le Marine Barracks, Washington, D.C. et au Washington Navy Yard, en Virginie avec la Marine Corps Base Quantico et Henderson Hall (Arlington, Virginia), et dans le Maryland.

## Directions
- United States Marine Corps Aviation
- Chaplain of the Marine Corps
- Marine Corps Tactical Systems Support Activity
- Counsel for the Commandant
- Director, Marine Corps Staff
- Headquarters Battalion
- Health Services
- United States Marine Corps History Division
- Inspector General
- Deputy Commandant, Installations and Logistics (incluant le Marine Corps Installations Command (MCICOM)) [3]
- Marine Corps Intelligence Command
- Logistics Modernization
- Marine Corps Recruiting Command
- Marine Corps Systems Command
- Manpower and Reserve Affairs
- Marine Corps Combat Development Command
- Marine Corps Community Services
- Marine Corps Uniform Board
- Marine Corps Logistics Command
- Navy and Marine Corps Appellate Leave Activity
- Office of Legislative Affairs
- Plans, Policies and Operations
- Programs and Resources
- Public Affairs
- Safety Division
- Sexual Assault Prevention & Response Office (SAPRO)
- U.S. Marine Corps Judge Advocate Division

## Organigramme
- Structure de l'organisation du Headquarters Marine Corps en 2006: